# Borgo Torretta
Il Borgo Torretta Nostra Signora di Lourdes è uno dei Borghi partecipanti al Palio di Asti. Si è sviluppato nella zona ad ovest della città, sulla vecchia strada romana per Torino.

## Il nome
È assai probabile che la sua denominazione derivi dalla presenza in antichità di una torre di avvistamento, come avamposto delle fortificazioni della città. Ci dice il Gabiani che intorno al 1610, a difesa di Porta Torino (o Porta Sant'Antonio), veniva eretto, per ordine del duca di Savoia Carlo Emanuele I, un dongione munito di ponte levatoio per accrescere la difesa della città nella zona occidentale. Il baluardo venne demolito nel 1783

## La nascita del Borgo
L'abitato si snoda lungo la “léia” (nome dialettale di corso Torino). Questa fu la prima area industriale di Asti, con la presenza della fabbrica di fiammiferi dei fratelli Boschiero, trasferitasi lì nel 1865 dal centro della città. Sicuramente la presenza della fabbrica aumentò la densità della popolazione del Borgo che nel 1860 vedeva anche nascere la prima scuola del quartiere.

## La località dei "Cappuccini"

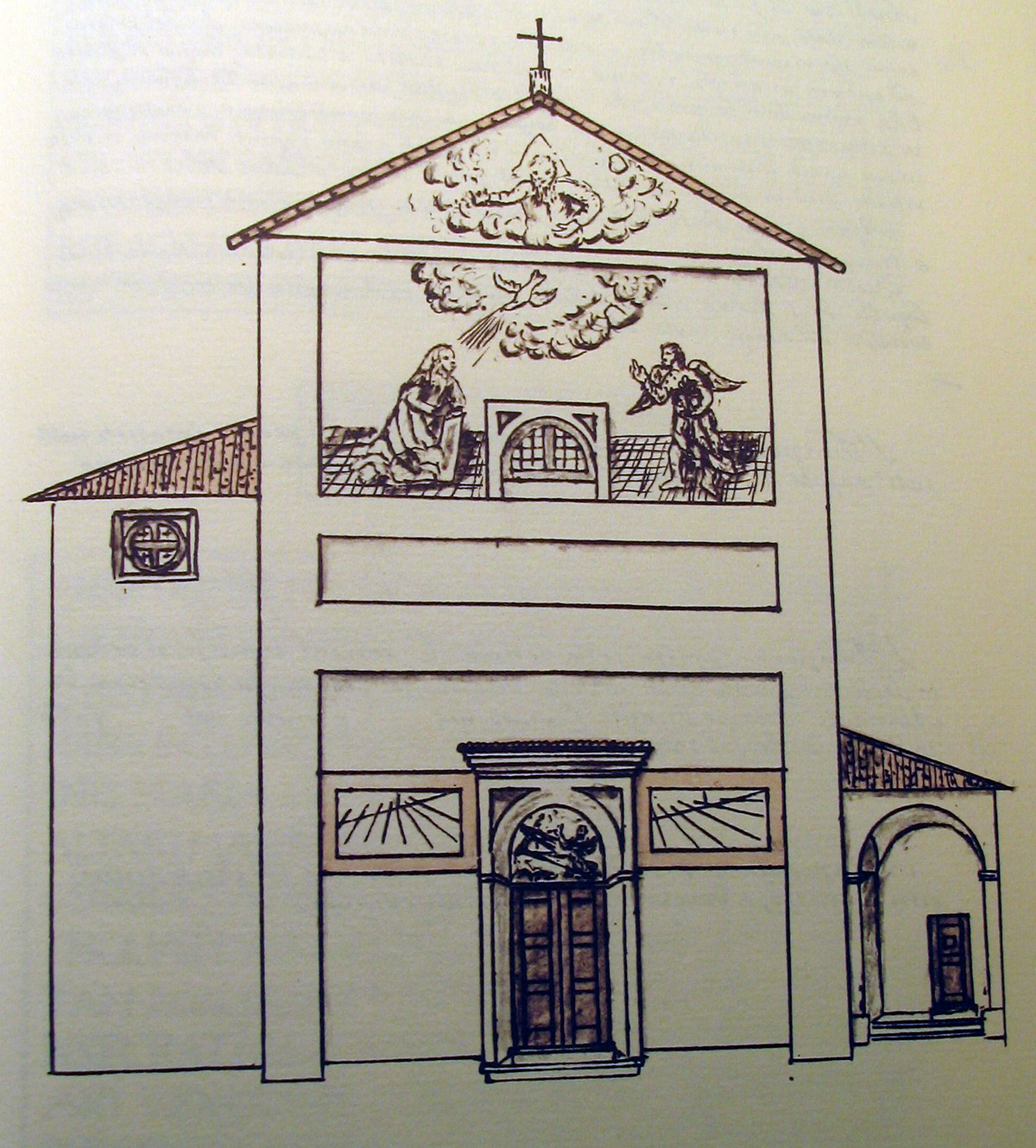
La facciata della chiesa dei Cappuccini in un disegno di S.G.Incisa del 1801

Proseguendo per la strada per Torino, a circa due chilometri dalla città, sorge la località dei Cappuccini, il toponimo ricorda il luogo dove i frati minori Osservanti, Riformati, costruirono il loro convento.
In un primo tempo (intorno al 1540), utilizzarono un vecchio edificio preesistente come convento, il Provenzale sostiene che era ubicato a mezzo miglio più su dell'area attuale, probabilmente, secondo il Burroni, a metà strada tra Asti e Sessant, ma il sito si rivelò insalubre, al punto tale che nel 1578 iniziarono la costruzione del nuovo convento, terminato nel 1585.
La Chiesa ed il convento erano contigui; la Chiesa era piccola con l'altare maggiore in pietra. Nel 1777 fu fatto un restauro generale, come reca una lapide ora nel museo archeologico e venne anche costruita una nuova "via crucis". Ma la notte del 2 aprile (Germinale) 1801,
(S.G.Incisa, da il giornale di Asti , 1801)
Il convento passò sotto il Demanio e l'edificio venne acquistato dalla famiglia Radicati: da allora la proprietà rimase sempre ai privati.

## Lo stemma

Il Rione Torretta - S. Caterina in una fotografia del 1932

Il vessillo del Borgo Torretta N.S.L., è caratterizzato da un maschio merlato, i suoi colori sono bianco, rosso e blu.

## Partecipazioni al Palio di Asti
La prima partecipazione al Palio di Asti è nel 1932 con il Rione Santa Caterina. Alla ripresa del Palio, avvenuta nel 1967, le due entità corrono ancora in sodalizio fino alla definitiva separazione, avvenuta dopo l'edizione del 1969. Dopo la separazione, il Rione Santa Caterina vinse il Palio del 1970 mantenendo il nome Torretta-Santa Caterina e abbandonò la corsa, salvo poi ripresentarsi al canapo nel 1977.

Nell'edizione del 1970 il borgo corse con la denominazione di Torretta Nostra Signora di Lourdes, poi, nel 1976, assunse la denominazione attuale.
Il Borgo è riuscito ad aggiudicarsi la vittoria 4 volte , e in due occasioni curiosamente lo stesso giorno a distanza di 28 anni esatti:
- il 19 settembre, nel 1976 la prima volta con Mariolino Beccaris detto Chiodino, su Cus-Cus/Cel,
- il 19 settembre 2004 e il 16 settembre (unico Palio dalla ripresa corso di lunedi) 2013, con Giuseppe Zedde, detto Gingillo rispettivamente su Fischietto (Ergo Song) e su Il Conte La Violina (The Killacy Kid),
- l'1 settembre  2024 con Antonio Siri detto Amsicora, su Chimera da Clodia.

## Il Palio sbandieratori
La Torretta ha sempre avuto una grande tradizione nei giochi "di bandiera", non a caso vanta nel proprio palmarès ben 10 vittorie al Palio degli Sbandieratori, che si svolge ad Asti il sabato dopo la festa patronale di San Secondo a Maggio.

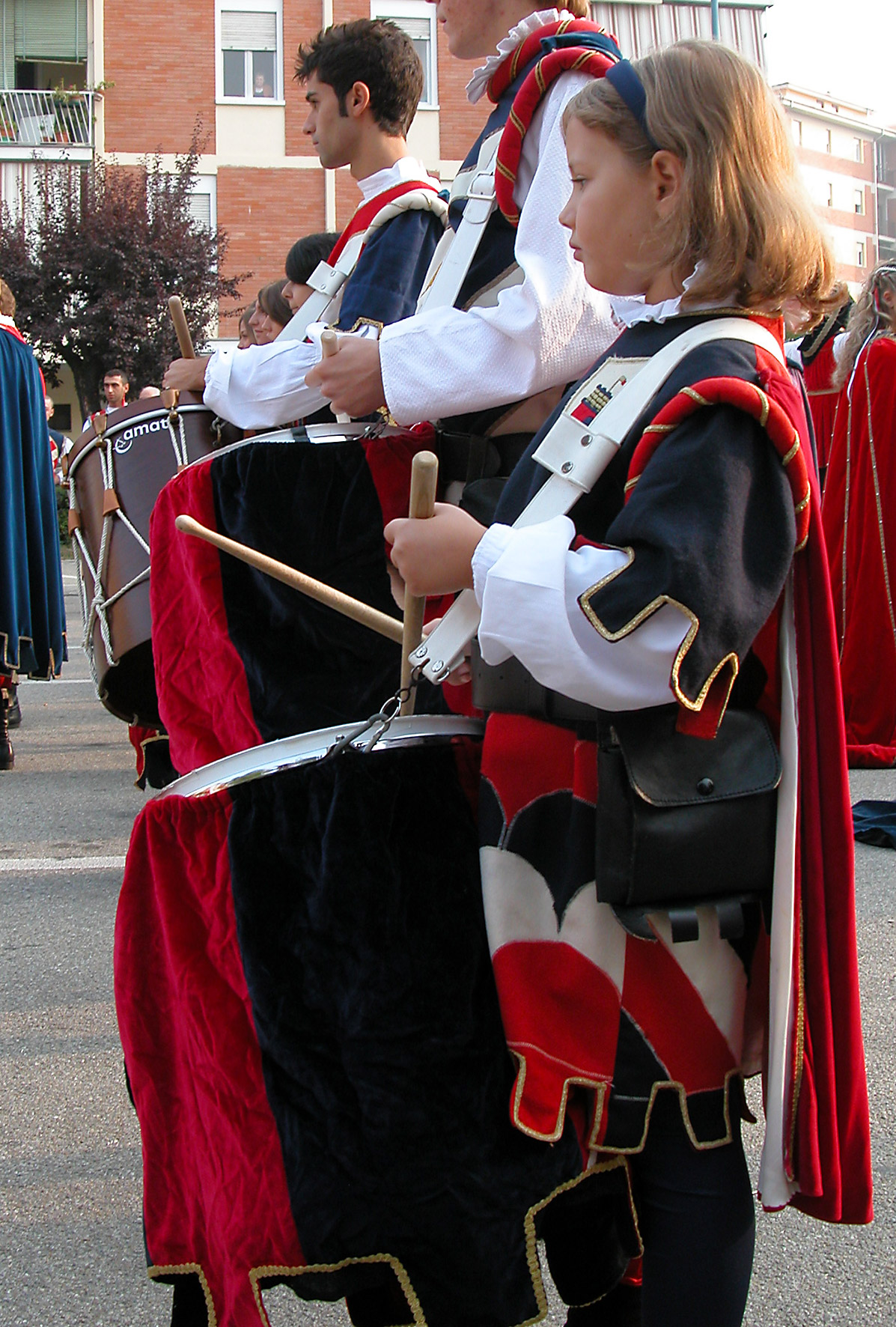
Alcuni musici del Borgo Torretta del 2008